# João Pinto da Silva
João Pinto da Silva (Jaguarão, 24 de junho de 1889 — Genebra, 13 de novembro de 1950) foi um jornalista, cronista, poeta, crítico literário, historiador e diplomata brasileiro. É considerado consensualmente um dos principais críticos literários ativos no Rio Grande do Sul no início do século XX, se não o maior, e o pioneiro na sistematização da história da literatura sulina.

## Biografia
Filho de Delfino Pinto da Silva e Amélia das Neves Uchôa, nasceu em Jaguarão em 24 de junho de 1889. Sua família tinha modestos recursos, e cedo teve de trabalhar. Iniciou como ajudante de tipografia no jornal Diário de Jaguarão, depois foi tipógrafo do Comércio, passando em seguida a redator. Foi agente do jornal Situação, órgão do Partido Republicano, e fundou o jornal Liberdade. Formou-se em Direito, e em 11 de outubro de 1910 foi nomeado procurador público interino da comarca de Jaguarão.
Permaneceu na procuradoria de Jaguarão até dezembro de 1911, quando foi nomeado 2º escriturário da Secretaria de Obras Públicas do Estado, transferindo-se então para Porto Alegre. Em janeiro de 1912 já colaborava no jornal A Federação da capital, órgão do Partido Republicano, como comentarista político. Colaborou também no Diário de Porto Alegre, assumindo a chefia da redação em janeiro de 1917, e nas revistas Illustração Pelotense, Província de São Pedro e Máscara (desde o primeiro número), publicando poesias, crônicas e crítica literária.
Em 1916, completando a transição da fase da tipografia manual para a da linotipia, a Livraria do Globo se tornou apta para lançar o seu primeiro grande projeto editorial, o Almanaque do Globo, convidando Pinto da Silva para assumir a direção da publicação juntamente com Mansueto Bernardi. O Almanaque iniciou sua tiragem em 1917 oferecendo atualidades, charadas e curiosidades, mas também, indo além do perfil típico dos almanaques da época, tinha uma definida proposta educativa e cultural. Contava com destacados colaboradores, publicando artigos de história, geografia, gramática, literatura e crítica literária em uma linguagem acessível, tornando-se um sucesso de público. Em 1919 estava entre os fundadores do Sul Jornal.
Foi um dos fundadores do Instituto Histórico e Geográfico do Rio Grande do Sul em 1920, e membro da sua comissão de Arqueologia, Etnografia e Paleontologia. A instituição desde o início se preocupou em organizar a escrita da memória e consolidar uma identidade política e cultural para o Rio Grande do Sul. Estabeleceu contatos com a elite intelectual da capital e também com influentes figuras políticas, como Getúlio Vargas, Lindolfo Collor e Souza Docca.

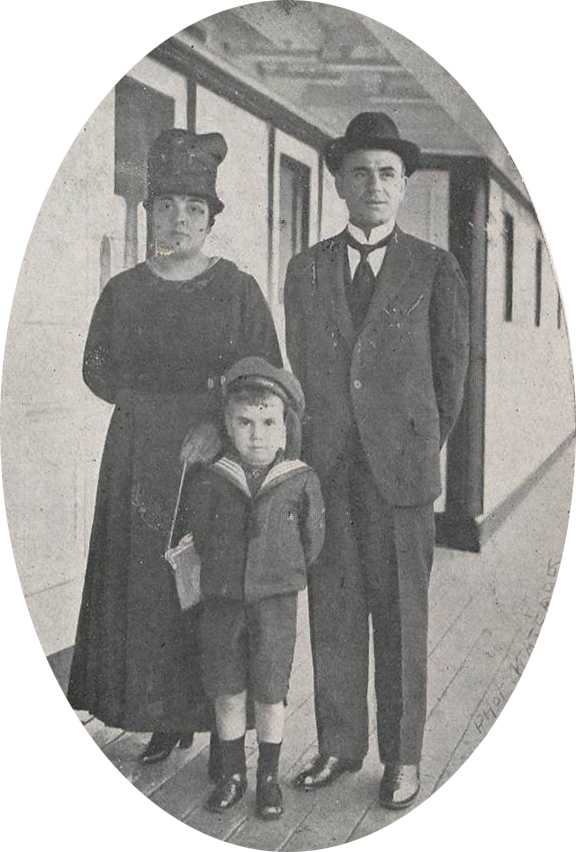
João Pinto da Silva, a esposa Marieta e o filho Paulo em 1918

Na Secretaria de Obras Públicas ascendeu à posição de diretor de expediente, foi oficial do gabinete dos presidentes do estado Carlos Barbosa e Borges de Medeiros, permanecendo na função por muitos anos, e em 1926 assumiu o cargo de secretário de Getúlio Vargas quando este foi ministro da Fazenda, acompanhado-o como secretário após ele se tornar presidente do estado em 1928.
Depois seguiu a carreira diplomática. Em 1931 era membro da delegação brasileira na Exposição de Sevilha, foi adido comercial nas embaixadas brasileiras de Madri, Paris e Ancara, e faleceu em 1950 em Genebra como cônsul geral do Brasil. Foi casado com Marieta Faria Brás, tendo o filho Paulo. Em 1921 casou-se pela segunda vez, com Adelina Monteiro.
Moysés Vellinho deixou um testemunho significativo na conferência que proferiu sobre ele em 13 de novembro de 1951 no Instituto Histórico e Geográfico do Rio Grande do Sul, durante as comemorações do seu primeiro aniversário de falecimento: 
"Ninguém se devotou com mais constância do que ele ao estudo dos homens, dos fatos e das letras do Rio Grande do Sul. Toda a sua vida de escritor e homem de pensamento, aqui e fora daqui, pode-se dizer que foi consagrada ao empenho, não de exaltar gratuitamente a gente e a terra desta extremadura, senão de entendê-las e fazê-las entender. [...] A atividade crítica de João Pinto da Silva – podemos dizê-lo sem nenhum favor – marcou época no Rio Grande do Sul e projetou seu nome largamente no cenário intelectual do país. O ensaísta, que acompanhara tão de perto o movimento anterior à Semana de Arte Moderna, havia de conquistar, entre os círculos literários do Rio e dos estados, a autoridade que se costuma reconhecer em quem, como ele, soube sempre se conduzir no exercício da crítica com invulgar equilíbrio e isenção. Isenção e equilíbrio são realmente os traços que melhor o definem. Comedido, maneiroso, fiel ao meio termo, era, sem dúvida, um espírito severamente disciplinado, sempre em guarda contra excessos e destemperos".

## Obra

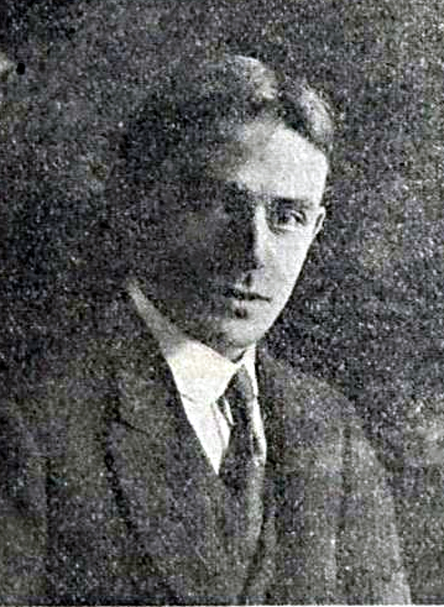
João Pinto da Silva

Seu trabalho de crítica literária foi muito respeitado em seu tempo exerceu importante influência sobre a geração seguinte, e geralmente é tido como um dos principais críticos literários rio-grandenses do início do século XX. Para o historiador da literatura Carlos Baumgarten, ele é o maior de todos em sua geração. Seu estilo de escrita é geralmente uma mistura de crônica e ensaio, trai uma influência do Parnasianismo em seu preciosismo e amor ao beletrismo, mas também recebeu influências do Romantismo e do Simbolismo, em sua valorização da afetividade, seu gosto por expressões em alguns momentos enfáticas e grandiosas, e nas relações que muitas vezes estabelece entre a produção literária e a biografia dos autores, suas desditas, seus amores e anseios pessoais, seu caráter e seus imperativos morais.
Sua abordagem analítica em parte é devedora da crítica impressionista e eclética do fim do século XIX, mas para Baumgarten ele foi um dos primeiros a desenvolver uma teoria estética bem organizada. Para Celso Vieira, ele é um "nobre estilista" e "um ágil e vigoroso espírito, armado da esplêndida noção de beleza helênica", "autor de ensaios penetrantes e originais", "um caso perfeito de elegância no dizer e justeza no pensar. [...] A evolução da crítica nacional tem nesse escritor, simpaticamente ilustre, um aspecto renovado pela sensibilidade, pela cultura, pelo verdadeiro entendimento das formas da arte, sem desequilíbrio ou exagero, vinculando no mesmo credo a serena beleza e a impecável razão".
Criticou certos aspectos do Modernismo, entre eles as suas contradições estéticas internas e a pouca coesão dos seus membros, mas reconheceu seu valor enquanto descoberta de "alguns matizes novos, sonoridades inéditas", e que poderia trazer uma grande contribuição á cultura brasileira no futuro, embora no tempo em que escrevia isso ainda lhe parecesse apenas uma promessa. Na opinião de Camila Vellinho, "a visão que João Pinto da Silva tinha do momento histórico em que vivia e a forma como conseguia ver as implicações desse momento histórico nas manifestações artísticas fazem com que suas críticas mantenham sua atualidade". Bruno Ferreira salientou que seu exame da literatura envolvia uma análise do processo histórico, estabelecendo relações de continuidades e rupturas na evolução dos estilos literários e a dependência do escritor em relação à contribuição de outros. Neste sentido, foi um dos primeiros autores em âmbito estadual a questionar a tradicional periodização do estilos em escolas autocontidas. Procurou resgatar a obra do poeta Cruz e Sousa, sendo um dos pioneiros no seu reconhecimento e valorização.
Para Baumgarten, o acerto e a atualidade do seu juízo crítico se deviam provavelmente ao exame direto das fontes, o que não era comum no ensaio sulino anterior, "marcado, em geral, por afirmações de caráter genérico e de feição doutrinária muito forte". Sua produção também se destaca pela preocupação com a análise dos processos técnicos da escrita e da construção de personagens literários; pela reflexão sobre a natureza e função da crítica; pelo continuado esforço em identificar e valorizar as especificidades da literatura gaúcha em relação à literatura brasileira, sem contudo defender, como muitos outros intelectuais gaúchos faziam, o separatismo cultural; pelo entendimento da literatura como a expressão da cultura em seu sentido amplo, o que o levou a incluir na análise literária aspectos sociológicos, econômicos e políticos; pelo grande espaço dedicado ao debate da questão nacionalista; pela crítica à influência norte-americana na América Latina, defendendo a sua autonomia e a sua união em uma grande pátria latino-americana; pela inclusão da dramaturgia no estudo do campo literário; pela análise das relações entre a América Espanhola e a América Portuguesa, louvando o sentimento nacional dos espanhóis e deplorando a ausência dele entre os brasileiros; e por fim se distingue dos críticos anteriores e outros de sua geração pelo seu consistente equilíbrio no exame e discussão dos assuntos literários, evitando levantar polêmicas. "Opinando sobre as principais questões colocadas por seu tempo, João Pinto da Silva confere à crítica literária sul-rio-grandense um caráter moderno, destituído de qualquer provincianismo. Homem atento às inovações que se processam no campo da literatura ao longo das três primeiras décadas do século, contribui com seu trabalho para equiparar o Rio Grande aos mais importantes centros intelectuais do país, no momento em que este passa por profundas transformações que vão determinar uma mudança de rumo na sua produção cultural". Augusto Meyer sintetizou sua trajetória: 
"Aos sábados, a Livraria do Globo atraía as mariposas literárias, como um foco luminoso. João Pinto da Silva, baixo, um tanto atarracado, de grossas sobrancelhas, parecia iluminar o grupo com o claro sorriso de dentes perfeitos, a ironia anatoleana, de quando em quando, anedotas literárias ou apimentadas, conforme a veia do momento. Como sabia dizer Samain, aveludando a voz, alongando as reticências de um verso caricioso... Já publicara Vultos do meu caminho, Bolhas de espuma, Fisionomia de novos e a História literária do Rio Grande do Sul. Para a crítica indígena, era um bom exemplo e um rumo traçado. Prestou um serviço enorme às letras rio-grandenses com o seu esforço voltado sempre para as coisas do Rio Grande. Possuía o dom da simpatia compreensiva e ampla visão cultural. Conseguiu levar a cabo a tarefa num ambiente de individualismo exacerbado e partidarismo estreito".

### Estalactites
Além de muitos artigos publicados na imprensa, deixou alguns livros. Estreou em 1910 com Estalactites, uma coletânea poética, que recebeu crítica cautelosa no jornal O Paladino, onde foi apontada uma influência do Simbolismo, de Verlaine e seus discípulos portugueses, sendo qualificado como um decadentista. "A impressão que nos deixou o Estalactites foi a de que nele se revela um moço de talento e poeta de inspiração", e "se o novo poeta não estreou assombrosamente, estreou, sem dúvida, bem".

### Vultos do meu caminho
Vultos do meu caminho — Estudos e impressões de literatura (1918, segunda edição em 1926-1927, dois volumes), é uma coleção de ensaios lítero-biográficos sobre nomes ilustres da literatura, onde já dá ampla mostra da abrangência dos seus conhecimentos no campo da literatura e do seu amor pelas coisas do Rio Grande. Foi considerada por Wilson Chagas sua melhor obra de crítica "porque equilibrado, harmonioso, tanto na forma como no fundo", "um belo ensaio, onde se vê quão profundo era, nele, o sentimento de unidade dos povos latino-americanos". Dante de Laytano o chamou de "um clássico, livro inspirador". Homero Prates disse que era uma coleção de "estudos esplêndidos, que o laurearam, entre nossos letrados, como um dos mais límpidos, cultos e serenos críticos de arte e literatura. Vultos do meu caminho mereceu o louvor justo, o que é raro, da crítica oficial; e não só por isso apenas, senão pelos elogios que teve fora do país — no Uruguai, por exemplo, foi acolhido com entusiasmo pelo maior pensador daquelas cultas paragens que foi Henrique Rodó — firmou-se o sr. João Pinto da Silva no conceito unânime dos que o leram como um ensaísta de larga e aguda visão, de julgamento seguro e juízos lúcidos, arriscados por vezes, mas sempre cintilantes. [...] O sr. João Pinto da Silva é, incontestavelmente, um dos mais ilustres dos nossos críticos e cuido que em breve ele poderá assumir de vez, sendo que já lhe cabe por justiça, um lugar de mestre na atual geração, nesse gênero literário".

### Bolhas de espuma

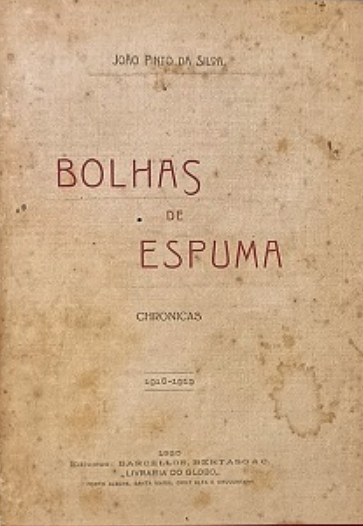
Capa de Bolhas de espuma

Bolhas de espuma — Crônicas 1916-1919 (1920) é uma coleção de crônicas e textos de caráter ensaístico, já publicados avulsamente na imprensa entre 1916 e 1919, versando sobre assuntos como a morte, a beleza, a mulher, a velhice, o carnaval, costumes, mais impressões, reflexões e devaneios variados, além de comentários sobre algumas obras literárias. Joaquim Inojosa destacou na coleção o substancioso capítulo dedicado ao estudo da filosofia do Viejo Vizcacha, um personagem que aparece em La vuelta de Martín Fierro, do argentino José Hernández. Segundo Braulio Sánchez-Sáez a coleção tem um alto mérito e confirmou sua reputação no ambiente literário.
Bolhas de espuma recebeu várias resenhas elogiosas no Rio de Janeiro e São Paulo quando apareceu, algumas bastante longas e detalhadas. Garcia Margiocco, da revista Careta, disse que Pinto da Silva era na crítica um digno sucessor de Gonzaga Duque, e sua nova obra era bela, revelando um senso estético de feição nova, um "artista da pena, um verdadeiro, um soberano burilador da frase". Para Homero Prates, escrevendo para O País, nesta publicação suas qualidades avultavam ainda mais do que no seu livro anterior, e embora menos profundo e mais árido, ali se encontravam algumas das suas melhores páginas. Mesmo que tenha sido uma reunião de escritos anteriores avulsos, a obra tinha uma coerência no conjunto e era digna de uma leitura inteligente, pois "nela tudo é bem pensado e admiravelmente expresso; há páginas de bondade e de ironia, muitas comovem, algumas surpreendem e todas encantam". Tristão de Athayde, escrevendo para O Jornal, disse que o autor, "voz já merecidamente consagrada", tecia, em torno de episódios banais do cotidiano, "uma trama transparente e sobretudo graciosa", que prendia "pelo encanto de suas cores variadas e harmoniosas, que nunca ferem nem cansam", nunca sendo arrebatado nem excessivo, procurando em tudo a moderação e a tolerância e uma abertura para o novo. "Nesse livro se revela um espírito cheio de graça e equilíbrio, como anteriormente se mostrara um crítico avisado e sensível. Dotado de uma boa cultura, não a procura esconder, sem que a pareça exibir. [...] Nele se equilibram harmoniosamente todo o requinte de uma inteligência maleável e toda a graça de uma estesia profunda".
Um resenhador anônimo do Correio Paulistano disse que "no fino cronista que é João Pinto da Silva, observa-se uma fidalga delicadeza de alma, um superior senso artístico, uma suave compaixão mesmo quando, com um sorriso cético e fino, comenta os pequeninos ridículos, e até quando trata dos nebulosos problemas transcendentes. E em todos esses escritos, vazados num agradável estilo e aparentemente fúteis, há muita erudição e filosofia, exposta com graça e com oportunidade, ironia, humorismo e, o que é mais — arte, brilho e talento". Uma resenha anônima na revista Hoje do Rio, republicada por A Federação, diz que sua escrita era "cantos sem verso, estrofes sem rima", "a prosa elegante e castiça de João Pinto da Silva levanta um monumento de formas, entoa uma sinfonia de almas, a partir de qualquer pretexto fútil que lide. A imaginação sentimental, o temperamento emotivo, a perspectiva rósea do otimismo, que são, no escritor gaúcho, atributos característicos da personalidade, conjugam-se e completam-se para dar-lhe uma poderosa faculdade criadora. As suas divagações geram símbolos e as suas concepções criam formas". Sua principal virtude era saber "dar tom, movimento e colorido às coisas inanimadas", resultando em uma obra "pagã, panteísta e humana. Obra que vivifica o cenário e tonifica o espectador do grandioso drama universal".

### Fisionomia de novos
Fisionomia de novos (1922) faz uma análise da nova geração de escritores gaúchos, atestando seu interesse pelas vanguardas, incluindo um estudo sobre a escola paulista, e é um documento de interesse para o conhecimento do panorama cultural pré-modernista. Identificou o momento histórico como predominando um ideal estético eclético, misturando influências do Romantismo, Simbolismo, Realismo e Parnasianismo. Para Chagas sua linguagem é um tanto preciosista e seu método de análise, impressionista, mas demonstrava sensibilidade para com os novos autores e uma capacidade de admirar novidades. Tristão de Athayde comentou sobre a obra dizendo que Pinto da Silva tinha "o dom da simpatia, requisito essencial para o exercício do gosto, que nos dá a compreensão", mas o texto sofria um pouco pela mistura de afeto com a estética e pelo desejo do autor de "ser polido, de não magoar ou mesmo de agradar". Na opinião de Laytano, é um "grande livro, importante como documento de uma época, obra necessária ao devassar das trevas que encobrem o que ficou para trás".

### História literária do Rio Grande do Sul

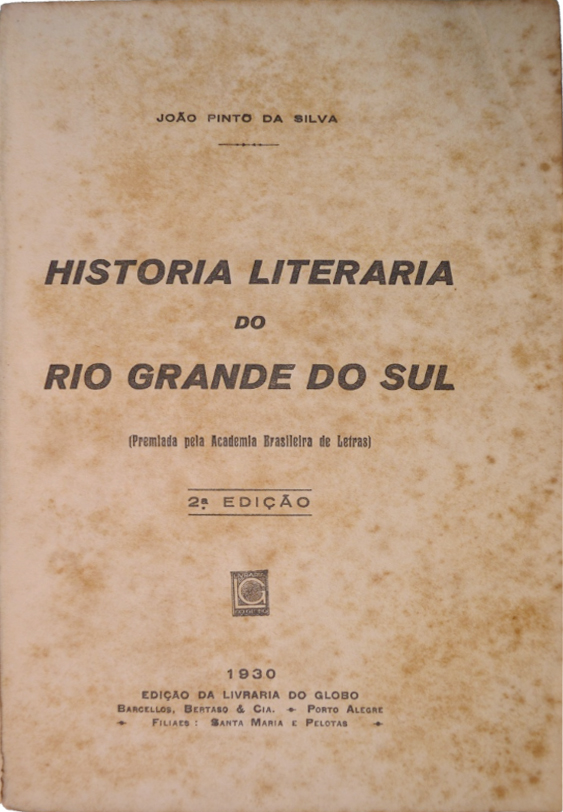
Capa da edição de 1930 da História literária do Rio Grande do Sul

História literária do Rio Grande do Sul (1924, segunda edição, ampliada, dois volumes, 1926-1927, terceira edição, corrigida e ampliada, 1930) foi, segundo Moysés Vellinho, sua principal contribuição às letras rio-grandenses, e a primeira tentativa de sistematização em larga escala da história da literatura gaúcha, embora em termos formais sua organização seja frouxa, conceitualmente seja um tanto ambígua e contraditória, e em termos estéticos a escrita seja menos refinada. Para Baumgarten, é "a primeira incursão abrangente e significativa promovida no Estado no plano da historiografia", e apesar dos seus problemas, eles "não retiram o valor do trabalho realizado por João Pinto da Silva, tanto pelo seu pioneirismo como pelo fato de ter resgatado do esquecimento uma série de autores até então pouco lembrados pela crítica". Foi a única obra em seu gênero no estado até o aparecimento em 1956 da História da literatura do Rio Grande do Sul de Guilhermino César, uma das primeiras historiografias literárias do Brasil, e continua sendo uma referência incontornável para o conhecimento dos primórdios das letras sulinas.
A obra não se limita a estudar a literatura, mas também apresenta análises sobre a influência de fatores étnicos, da geopolítica, da tradição campeira e militar, da economia, dos costumes, de movimentos sociais como o processo imigratório do fim do século XIX, das tendências da imprensa e da própria crítica literária, procurando entender os motivos de certos temas se destacarem e identificar os determinantes que influenciam o sucesso ou o fracasso e a circulação das obras. Embora constitua um levantamento abrangente, ele não teve uma preocupação de exaurir o campo e identificar todos os escritores ativos no Rio Grande, tendo como objetivo principal, conforme disse Regina Zilberman, fazer uma interpretação das formas da escrita literária e da estrutura do sistema literário. A publicação contém ainda o primeiro estudo realizado sobre a dramaturgia gaúcha e os primeiros estudos sobre diversos autores, como Delfina Benigna da Cunha, Pedro Velho, Renato da Cunha, Fontoura Xavier e Lobo da Costa.
Deteve-se em análises comparativas entre a produção local e a nacional, procurou localizar os escritores gaúchos no panorama cultural do Brasil, comprovar sua relevância nacional e afirmar sua condição de escritores brasileiros, ainda que tivessem particularismos próprios da região. Sob estes aspectos integrou-se a um projeto de reconstrução da identidade sulina empreendido por vários intelectuais da época, interessados em projetar o estado no cenário político e cultural nacional. Conforme Baumgarten, "vendo os autores do estado invariavelmente alijados das antologias organizadas no centro do país, o historiador gaúcho afirma a capacidade intelectual dos sulinos perante os brasileiros, ao reunir e divulgar sua produção. Desse modo, a História literária do Rio Grande do Sul vem para legitimar e ser o instrumento comprobatório da existência dessa literatura". A obra também "assinala o término de um ciclo do ensaio crítico sulino, que depois dela desenvolve-se definitivamente sob o influxo do Modernismo". Para Flávio Loureiro Chaves, a obra prova que "em sua personalidade, se reuniam o erudito, o leitor incansável e o observador atento que está em cima dos acontecimentos".
A publicação foi premiada em 1926 em concurso da Academia Brasileira de Letras. Comentando a premiação, Moysés Vellinho disse que "com o seu laudo, a insigne corporação veio apenas emprestar cunho oficial à fama, já de muito decretada pelo consenso da crítica, de que o sr. João Pinto da Silva deixou de ser um escritor de significação puramente regional para se tornar uma figura de relevo na moderna literatura brasileira". Foi reeditada em 2013 pelo Instituto Estadual do Livro.

### A província de São Pedro
A província de São Pedro: interpretação da história do Rio Grande (1930) é um estudo sobre a história social e política do estado e um debate sobre o regionalismo literário. Ferreira disse que em seu texto ele demonstra consciência de que a "verdade histórica" é uma construção seletiva, "um discurso efêmero, passível de questionamento a todo instante, demonstrando seu caráter relativo". Por isso os fatos podiam ser manipulados para a construção de mitos e ideologias nacionalistas e patrióticas. Neste sentido ele divergia da orientação do IHGRGS, que procurava construir uma história oficial como a representação verídica do passado, num discurso homogêneo, definitivo e hegemônico. Também se afastou da antiga tradição da historiografia de modelar a narrativa histórica como uma sucessão de feitos notáveis executados por personagens isolados, dando destaque para os contextos e os movimentos coletivos. Contudo, apesar de suas preocupações, ele não pôde se afastar muito da tendência da época entre a intelectualidade gaúcha, dando grande espaço para a glorificação do estado e a definição da sua identidade numa perspectiva de modernidade e progresso.